# Boljarovo
Boljarovo (bulgariska: Болярово) är en ort i Bulgarien.   Den ligger i kommunen Obsjtina Boljarovo och regionen Jambol, i den östra delen av landet, 290 km öster om huvudstaden Sofia. Boljarovo ligger 202 meter över havet och antalet invånare är 1 368.
Terrängen runt Boljarovo är huvudsakligen platt, men söderut är den kuperad. Runt Boljarovo är det mycket glesbefolkat, med 7 invånare per kvadratkilometer.. Det finns inga andra samhällen i närheten.
Trakten runt Boljarovo består till största delen av jordbruksmark.